# Unda
Unda (plurale: undae) è un termine latino che significa "onda"; è utilizzato nel campo dell'esogeologia per designare formazioni geologiche presenti sulla superficie di un pianeta o di un altro corpo celeste dalla forma ondulata. Strutture di questo tipo sono presenti su Marte (nonostante siano solo tre, di cui due situate in prossimità di Planum Boreum) e su Venere.

## Undae su Venere
- Al-Uzza Undae
- Menat Undae

## Undae su Marte
- Abalos Undae
- Aspledon Undae
- Hyperboreae Undae
- Ogygis Undae
- Olympia Undae
- Siton Undae

## Undae su Titano
- Aura Undae
- Boreas Undae
- Eurus Undae
- Notus Undae
- Zephyrus Undae